# Тростянецький орнітологічний заказник
Тростяне́цький зака́зник — орнітологічний заказник місцевого значення в Україні. Розташований на території Тростянецької селищної ради Гайсинського району Вінницької області, в межах смт Тростянець. 
Площа 75 га. Оголошений відповідно до рішення Вінницького облвиконкому № 525 від 18.12.1985 року. Перебуває у віданні: Тростянецька районна організація УТМР. 
За фізико-географічним районуванням України ця територія належить до Бершадського району області Подільського Побужжя Дністровсько-Дніпровської лісостепової провінції Лісостепової зони. Характерним для цієї ділянки є лісовий і лучний остепнений ландшафт річкової долини. З геоморфологічної точки зору описувана територія є заплавною терасою алювіальної акумулятивної рівнини. Клімат території помірно континентальний. Для нього характерне тривале, нежарке літо, і порівняно недовга, м'яка зима. Середня температура січня становить -6,5°… -6°С, липня +19°… +19,5°С. Річна кількість опадів становить 500—525 мм. 
Територія заказника являє собою каскад ставків, побудованих на річці Тростянці — правій притоці Південного Бугу. Тут добре розвинута прибережно-водна рослинність, у складі якої переважають високотравні ценози: очерет звичайний, рогіз широколистий і вузьколистий, куга озерна. 
Саме в цих заростях гніздиться рідкісний в області вид птахів — лебідь-шипун, з метою охорони якого і створено заказник. Крім того, тут трапляються ряд інших видів орнітофауни — крижень, бугайчик, чирянка велика, курочка водяна, очеретянки, чапля сіра.